# Jorge Serrano Elías
Jorge Antonio Serrano Elías (Ciudad de Guatemala; 26 de abril de 1945) es un político e ingeniero industrial guatemalteco que se desempeñó como presidente de Guatemala desde el 14 de enero de 1991 hasta el 1 de junio de 1993. También fue presidente del Consejo de Estado durante el gobierno del general Efraín Ríos Montt (1982-1983), miembro de la Comisión Nacional de Reconciliación que negoció los acuerdos de paz con la Unidad Revolucionaria Nacional Guatemalteca (URNG) en 1990.

## Biografía
Jorge Antonio Serrano Elías nació el 26 de abril de 1945, en la Ciudad de Guatemala, Guatemala. Sus padres fueron Jorge Adán Serrano y Rosa Elías, ella de ascendencia Libanesa. Jorge Adán Serrano fue un opositor del régimen de Jorge Ubico.
Cursó el bachillerato en el Liceo Guatemala para graduarse después como ingeniero industrial por la Universidad de San Carlos de Guatemala. Estudió asimismo en la Universidad de Stanford, de dónde consiguió maestría en la enseñanza de la Física y las Matemáticas, una maestría en planeamiento de la Educación y un doctorado en Educación y Ciencias.

### Actividad política
De regreso a su ciudad natal, Guatemala, ingresó al servicio público. Seguidor de la fe protestante, Serrano colaboró durante ese periodo con varias organizaciones religiosas para auxiliar a la población afectada por el terremoto de 1976 en su país. Publicó asimismo un ensayo donde describía las paupérrimas condiciones de vida que sobrellevaba la población indígena guatemalteca, lo cual le ganó múltiples amenazas que lo obligaron a exiliarse en los Estados Unidos. Retornó a Guatemala en 1982, trabajando en el gobierno del general Efraín Ríos Montt como presidente en el Consejo de Estado del gobierno; este ente sustituyó al Congreso de Guatemala durante el régimen de facto con la función de diseñar el proceso de retorno al sistema constitucional y durante su gestión creó el Tribunal Supremo Electoral y la nueva Ley de Partidos Políticos.
Fue después militante del Partido Democrático de Cooperación Nacional -PDCN-, cofundado por Virgilio Roberto Guzmán de la Paz, en donde compitió en 1985 como candidato presidencial para las elecciones en una coalición con el Partido Revolucionario, obteniendo el tercer lugar con el 12.6% del voto popular. 
Posteriormente, fue miembro de la comisión de los partidos políticos de oposición de 1988 a 1990 durante el gobierno de Vinicio Cerezo (1986-1991). Participó en la Comisión Nacional de Reconciliación, acompañado de varias personalidades de la política guatemalteca y del arzobispo y cardenal de Guatemala Rodolfo Quezada Toruño, Monseñor Juan Gerardi y de Teresa Bolaños de Zarco, quienes juntos firmaron el acuerdo básico para la búsqueda de la paz por medios políticos con la guerrilla representada por la URNG, en Oslo (Noruega) en el mes de marzo de 1990.
En 1990 fundó el partido Movimiento de Acción Solidaria -MAS- y fue candidato a la presidencia en las elecciones generales de 1990, postulado por el mismo partido: aunque no llegó primero en la primera vuelta, ganó las elecciones en segunda vuelta electoral frente al periodista Jorge Carpio Nicolle.

## Gobierno (1991-1993)
Serrano ascendió al poder el 14 de enero de 1991, sucediendo en la silla presidencial a Vinicio Cerezo. Fue el segundo presidente protestante de Guatemala tras Ríos Montt y el primero en décadas en acceder desde la oposición a la presidencia guatemalteca de forma pacífica e institucional.  Sin embargo, su partido sólo obtuvo una pequeña minoría en el congreso (18 de 116 diputados), lo que llevó a Serrano a forjar una alianza con la Democracia Cristiana.
Durante el gobierno de Serrano se creó el Bono 14, un sueldo adicional para todos los trabajadores. 
La administración de Jorge Serrano hizo esfuerzos para consolidar el mando civil sobre las fuerzas armadas, substituyendo varios oficiales de alto rango. Además, en su gobierno se continuaron las negociaciones de paz con la guerrilla, que culminaron en la firma de la paz en un periodo posterior por su entonces canciller y presidente de Guatemala de 1996-2000 Álvaro Arzú.  El 25 de julio de 1991, se firmó el Acuerdo de Querétaro que sentó el marco para la democratización para la búsqueda de la paz por medios políticos.  Esa fue la primera vez que representantes del Ejército de Guatemala se sentaron a la mesa de negociaciones con los miembros de la URNG.

Mapa que muestra el territorio que se encuentra actualmente disputado entre la República de Guatemala y Belice

Durante su gobierno, Serrano Elías tomó la impopular medida de reconocer la independencia de Belice, territorio por el cual Guatemala sostuvo una larga lucha diplomática desde el siglo XIX. El siguiente paso que se planteó fue llevar el caso a la Corte Internacional de La Haya.

### Gabinete

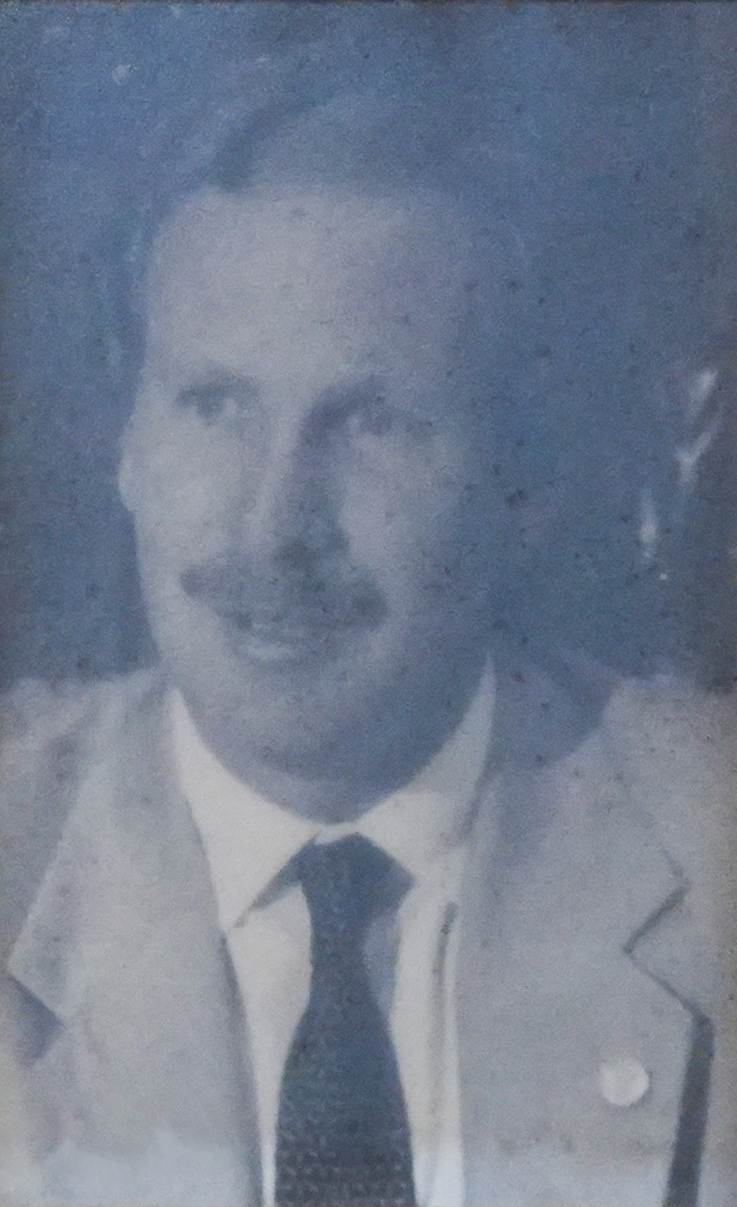
Alvarl Arzú Irigoyen en 1991 como Ministro de Relaciones Exteriores

- Ministro de Relaciones Exteriores: Álvaro Arzú Irigoyen y posteriormente fue Gonzalo Menéndez
- Ministro de Gobernación: Fernando Hurtado Prem[9]
- Ministro de Trabajo: Mario Solórzano[11]

### Golpe de Estado

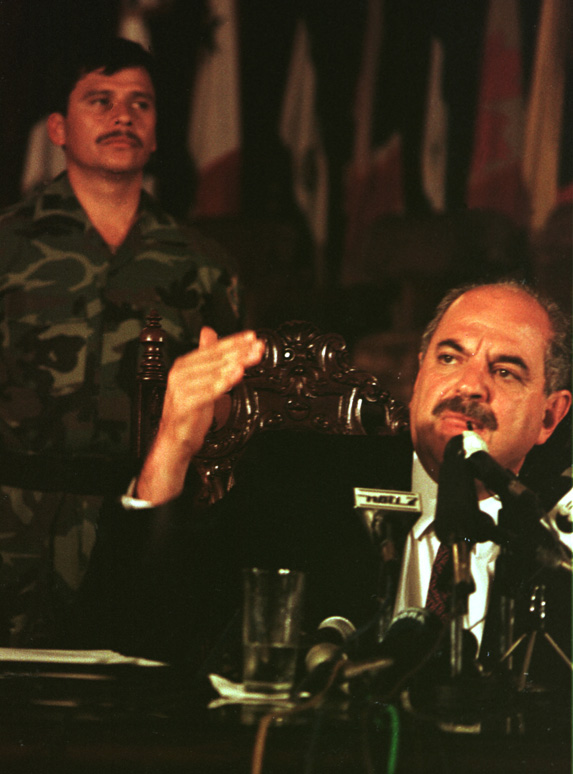
Jorge Serrano Elías en un discurso en el Palacio Nacional

El 25 de mayo de 1993, se desencadena el Serranazo, al suspender Jorge Serrano la constitución y disolver el congreso y la suprema corte. Asimismo se impone la censura y se suspenden las garantías civiles, supuestamente para combatir la debilidad institucional y la corrupción. Este autogolpe era similar al llevado a cabo por Alberto Fujimori en Perú, pero el intento de Serrano provocó enardecidas protestas por amplísimos sectores de la sociedad así como de la comunidad internacional. Por su parte el ejército optó por no respaldar a Serrano, quien hubo de dimitir el 1 de junio de 1993 y fue sucedido por Gustavo Espina y Ramiro de León Carpio.

## Años recientes y familia
Tras salir del país, Serrano radicó en Panamá. Está casado con Magda Bianchi de Serrano. Tiene cinco hijos (tres varones). Guatemala lo ha intentado infructuosamente extraditar en varias ocasiones. Actualmente, es inversionista en bienes raíces.